# Limagrain

Limagrain es un grupo cooperativo agrícola internacional, especialista en semillas de cultivos extensivos, semillas hortícolas y productos cerealeros. Fundado y dirigido por agricultores franceses, Limagrain es el 3º semillista mundial gracias a su holding Vilmorin & Cie, el líder europeo en harinas funcionales por medio de Limagrain Céréales Ingrédients, el 2º panificador industrial francés y el 2º repostero industrial francés con Jacquet-Brossard. 
El Grupo efectúa un volumen de negocio de más de 1500 millones de euros y reúne, en cerca de 40 países, a más de 7 200 colaboradores, entre ellos 1 400 investigadores. En la región de Auvernia, la Cooperativa agrupa a 3 500 agricultores miembros. Su trabajo se enmarca dentro de una visión global y sostenible de la agricultura y del sector agroalimentario, basada en la innovación y la regularización de los mercados agrícolas.

## Actividades principales
- Semillas de cultivos extensivos

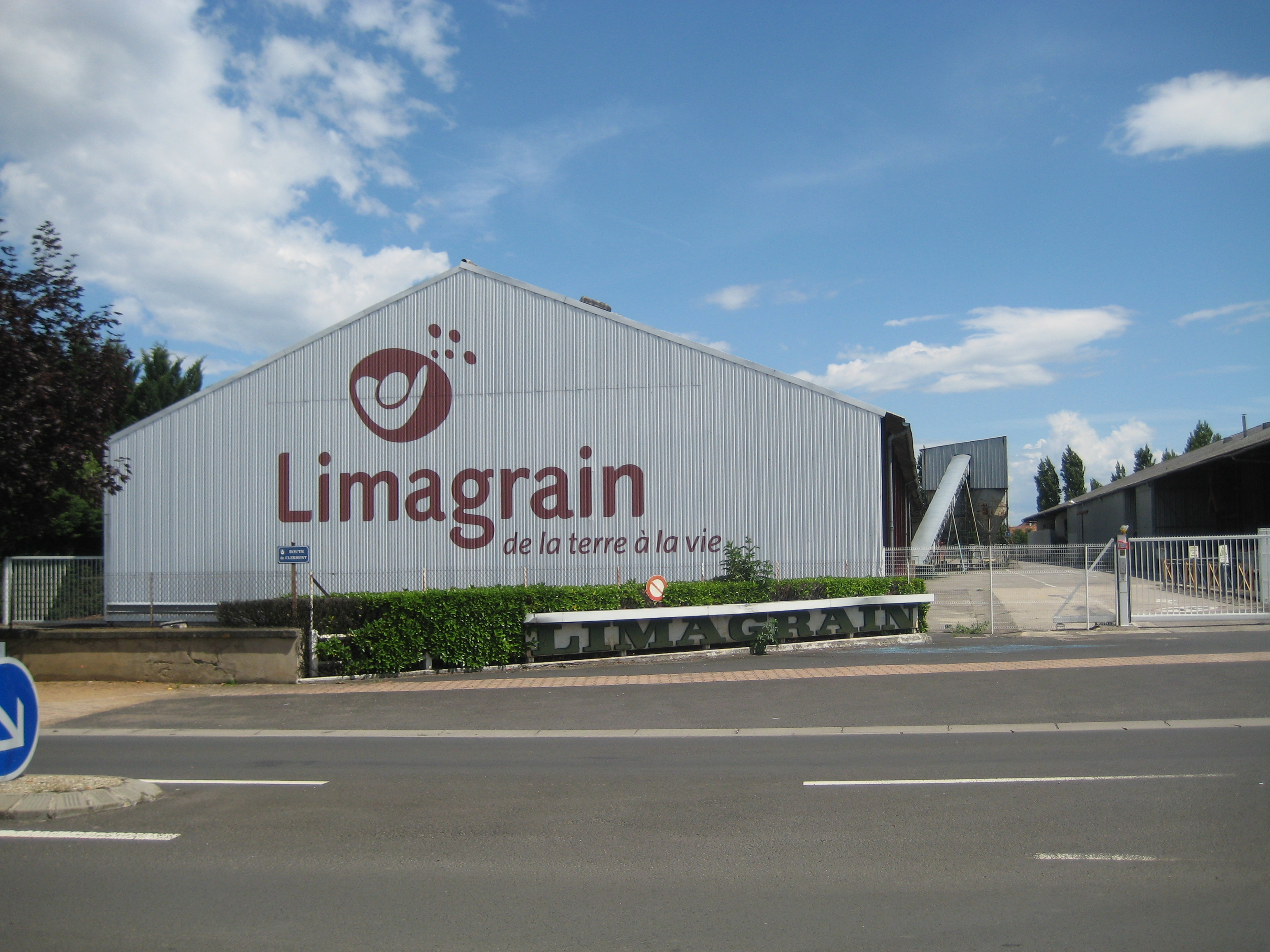
Los almacenes de Limagrain en Chappes.

Base histórica de Limagrain, la actividad de semillas de cultivos extensivos es incorporada a Vilmorin & Cie desde 2006. La actividad se organiza en dos grandes mercados.
En Europa, Limagrain Europe, ostenta el puesto de líder. En Norteamérica, AgReliant, joint-venture junto al semillista alemán KWS, se sitúa en 4º puesto en el mercado del maíz en Estados Unidos.
- Semillas hortícolas y productos de jardinería

Integrada en Vilmorin & Cie, las semillas hortícolas han sido una actividad primordial de Limagrain desde 1975. Se dirige a los mercados profesionales de horticultores y conserveros. Vilmorin & Cie propone semillas hortícolas con un alto valor añadido y se sitúa en el 2º puesto mundial en este mercado.
Consagrada a los jardineros aficionados, la actividad Productos de Jardinería ofrece semillas de variedades hortícolas y florales, bulbos y productos para la salud y belleza de plantas. Vilmorin es un actor clave en los principales mercados europeos de jardinería con una cartera de marcas de renombre.
- Panificación e ingredientes cerealeros

Para Limagrain, la actividad de productos cerealeros, incluyendo Ingredientes Cerealeros y Productos de Panificación, constituyen una ventaja fundamental para potenciar la producción agrícola de sus miembros. Creado en 2002, hoy en día Limagrain Céréales Ingrédients es líder en harinas funcionales. Con Jacquet, incorporado en 1995, Limagrain es el 2° panificador industrial francés.

## Cifras Clave
- Volumen de negocio 2010: 1 349 millones de euros
- Efectivos: 6700 personas a través del mundo